# Taken by a Stranger
«Taken by a Stranger» (укр. «Захоплена незнайомцем») — пісня німецької співачки Лени Майер-Ландрут, що представляла Німеччину на Євробаченні 2011 року в Дюссельдорфі. Композиція отримала 107 очок і посіла 10-е місце.
Пісня була обрана шляхом голосування 18 лютого 2011 року. Максі-сингл вийшов 22 лютого 2011 року.

## Треклист
| Digital download | Digital download                       | Digital download |
| #                | Назва                                  | Тривалість       |
| ---------------- | -------------------------------------- | ---------------- |
| 1.               | «Taken by a Stranger» (Single Version) | 3:23             |
| 2.               | «Taken by a Stranger» (Live)           | 3:24             |

| CD single | CD single                              | CD single                                   | CD single                  | CD single  |
| #         | Назва                                  | Автор                                       | Продюсер(и)                | Тривалість |
| --------- | -------------------------------------- | ------------------------------------------- | -------------------------- | ---------- |
| 1.        | «Taken by a Stranger» (Single Version) | Гус Зейферт, Ніколь Моріер, Моніка Біркенес | Стефан Рааб, Рейнхард Шауб | 3:23       |
| 2.        | «That Again» (Album Version)           | Стефан Рааб                                 | Стефан Рааб                | 3:03       |

## Позиції в чартах
| Чарт (2011)                      | Найвища позиція |
| -------------------------------- | --------------- |
| Австрія (Ö3 Austria Top 40)      | 32              |
| Німеччина (Media Control AG)     | 2               |
| Швейцарія (Media Control Charts) | 45              |